# قطعنامه ۱۰۸۲ شورای امنیت
قطعنامه ۱۰۸۲ شورای امنیت سازمان ملل متحد که در تاریخ ۲۷ نوامبر ۱۹۹۶ تصویب شد، سندی بین‌المللی دربارهٔ بررسی وضعیت در یوگسلاوی سابق و جمهوری مقدونیه است. این قطعنامه طی نشست ۳۷۱۶ام با ۱۵ رای موافق، ۰ مخالف و ۰ ممتنع تصویب شد.